# Fontaine-Heudebourg

Fontaine-Heudebourg este o comună în departamentul Eure, Franța. În 1 ianuarie 2018 avea o populație de 826 de locuitori.